# Georg Trakl
Georg Trakl, född 3 februari 1887 i Salzburg, död 3 november 1914 i Kraków, Galizien, var en expressionistisk poet i Österrike-Ungern.

## Liv
Georg Trakl föddes i Salzburg som det femte barnet i en skara på sju. Familjen var högborgerlig, liberal och lika mycket konst- som musikälskande. Fadern Tobias Trakl (1837–1910) innehade en järnhandel och modern Maria Catharina Trakl (1852–1925) var född Halik och hade ett böhmiskt påbrå. Modern sägs ha haft ett besvärligt förhållande till sina barn och beskrivs som medicinberoende, men utåt sett levde hon ett normalt borgerligt liv. Georg Trakl tillbringade sin barndom och ungdomstid i Salzburg där han tillsammans med sina syskon uppfostrades av en fransk guvernant vid namn Marie Boring. Hon tjänstgjorde i familjen under fjorton år och spelade för barnen en viktig ställföreträdande roll som mor. Hon var en strängt troende katolik och lärde barnen franska, tillsammans var de flitiga läsare av fransk litteratur och franska tidskrifter. Vid denna tid vaknade Trakls intresse för fransk lyrik.
Med den fyra och ett halvt år yngre systern Margarethe (1891–1917), kallad Gretl, utvecklades en innerlig relation. Trakl såg i henne en avbild av sig själv. Poeten refererar till sin syster på flera ställen i sina dikter. I alla biografier antas en incestuös förbindelse. I Trakls dikter betecknas Margarethe som Fremdlingin och Jünglingin. En incestuös förbindelse antyds i dikten Blutschuld:
Es dräut die Nacht am Lager unsrer Küsse.

Es flüstert wo: Wer nimmt von euch die Schuld?

Noch bebend von verruchter Wollust Süße.

Wir beten: Verzeih uns, Maria, in deiner Huld.

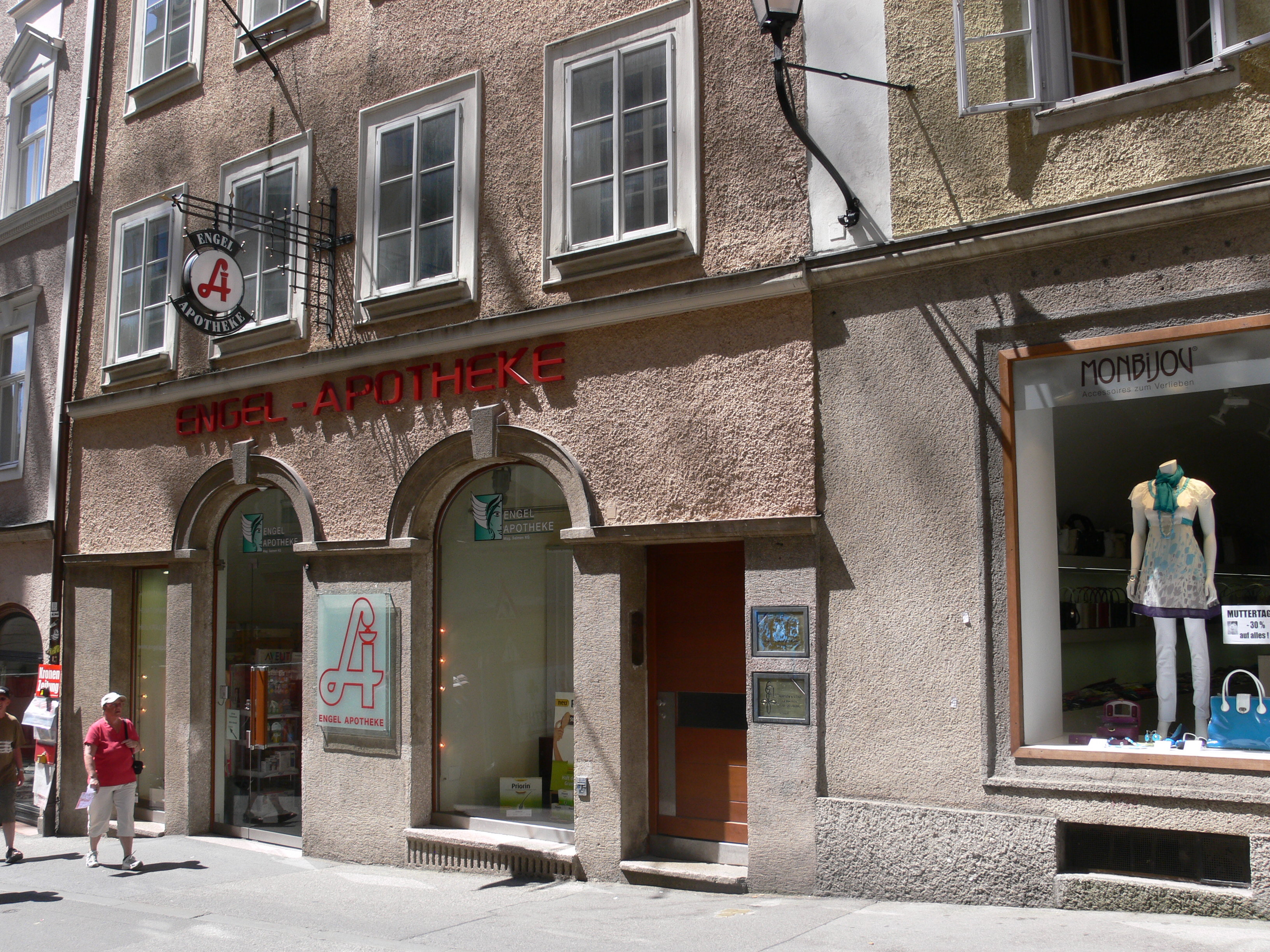
Apoteket Zum weißen Engel, där Georg Trakl hade en lärlingsplats, på Linzer Gasse i hemstaden Salzburg.

Åren 1897–1905 gick han på det humanistiskt inriktade Staatsgymnasium i Salzburg. Han ansågs som en dålig elev (underkänd i matematik, latin och grekiska) och måste 1901, när han var fjorton år gammal, gå om sitt fjärde läroverksår. Sedan han 1905 återigen blivit underkänd, avbröt han sin skolgång utan examen. Vid denna tid inföll även Trakls första experiment med droger. I september 1905 påbörjade han en treårig praktikplats på apoteket Zum weißen Engel  i Salzburg. Genom denna anställning var det lätt för honom att komma över sådana medel som eter, opium och morfin. 1908 började han läsa farmakologi vid universitetet i huvudstaden Wien.
Efter faderns död i juni 1910 fick familjen ekonomiska problem. Trakl avlade trots detta sin farmakologiska magisterexamen och gjorde kort därefter en ettårig militärtjänst som frivillig vid en sjukvårdsenhet i Wien. Under denna tid fördjupades en depression hos Trakl och användandet av droger ökade. Mot slutet av sitt värnpliktsår försökte han etablera sig som apotekare utan att riktigt lyckas men hans ansträngningar förde honom 1911 till Innsbruck. Genom sin vän och barndomskamrat, den blivande författaren och dramaturgen Erhard Buschbeck (1889–1960) lärde Trakl där 1912 även känna sin främste litteräre beskyddare Ludwig von Ficker (1880–1967). I dennes fjortondagarstidskrift Der Brenner  publicerades Trakls dikter från och med nu regelbundet. Därutöver utvecklades bekantskaper med några viktiga personer på dubbelmonarkins litteratur- och konstnärsscen, bland andra Karl Kraus, Adolf Loos och Oskar Kokoschka.
Trakl led av tilltagande ångest och depression. Tidvis hade han närapå panisk skräck för främmande människor, troligen också orsakat av alkohol- och drogmissbruk, och befann sig ömsom i ett tillstånd av eufori, ömsom i ett bedövat skick.
1912 fick Georg Trakl en militär läkemedelssanställning i Wien men slutade på egen begäran efter bara några veckor. På jakt efter en passande anställning och en lika passande förläggare till sina dikter pendlade han den följande tiden mellan Salzburg, Wien och Innsbruck. Då hans diktsamling Gedichte givits ut i början av 1913 på det nystartade, tyska förlaget Kurt Wolff Verlag  i Leipzig, reste Trakl tillsammans med Kraus och Loos till Venedig där de sammanstrålade med Ficker. Mot slutet av året gjorde Trakl sin första och enda offentliga uppläsning i Innsbruck. Trots sin litterära framgång talade poeten om en "boja av sjukdom och förtvivlan" som hemsökte hans liv. I mars 1914 reste Trakl till Berlin där hans syster Margarethe just fått missfall. Där lärde han även känna Else Lasker-Schüler som likaledes gav hans syster sitt stöd. Tillbaka i Innsbruck arbetade Trakl vidare på sin andra diktsamling, Sebastian im Traum, och gjorde den klar för publicering. Den tyske expressionisten Theodor Däubler besökte honom i april. Månaden efter reste han till Gardasjön tillsammans med Ficker. I juli fick han av Ficker 20 000 österrikiska kronor efter en donation som Ludwig Wittgenstein hade gjort till tidskriften Brenner som stöd åt behövande konstnärer.

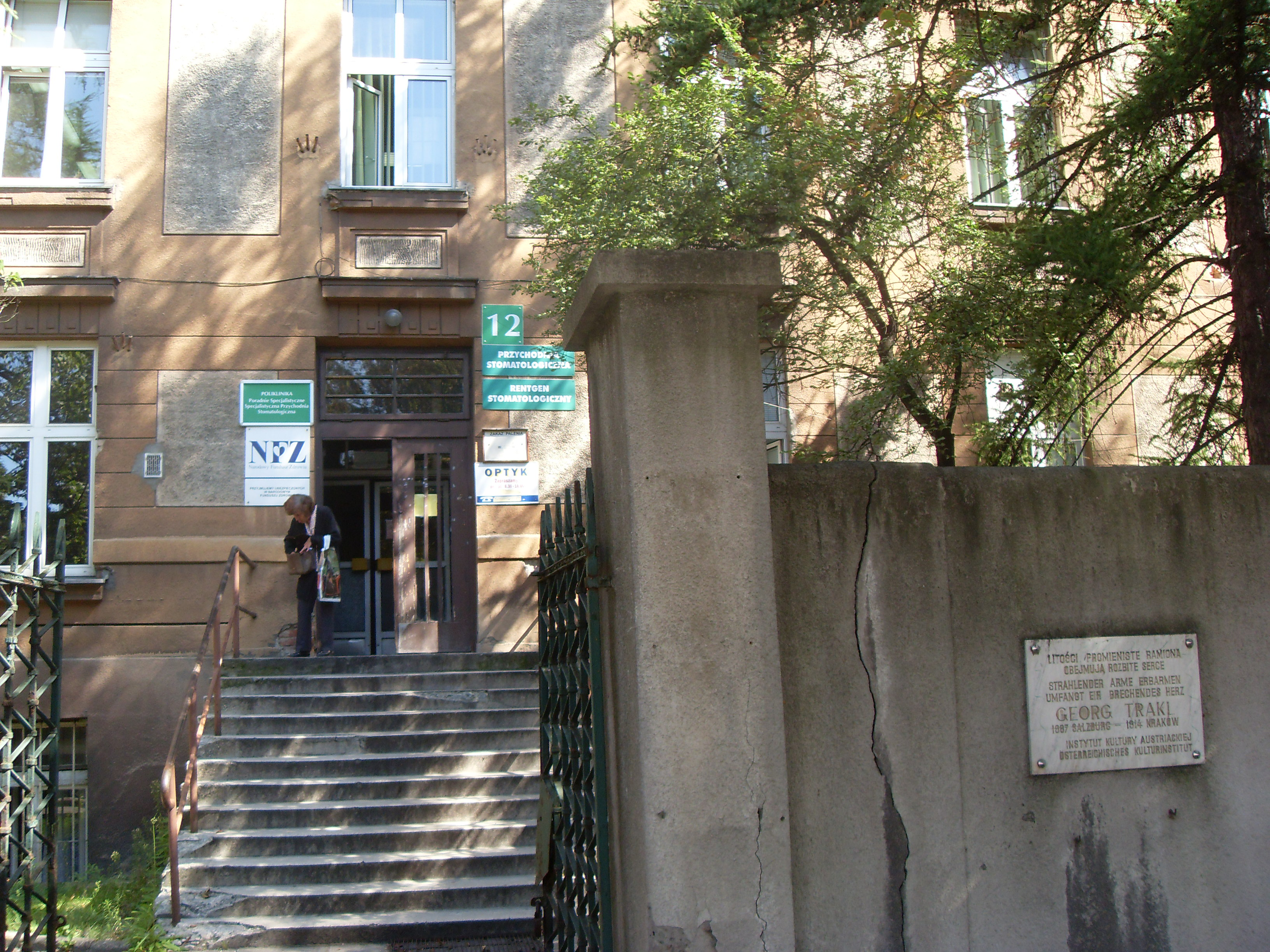
På adressen Ulica Wrocławska 12 i Kraków finns idag en minnestavla över Georg Trakl vid ingången till det hospital där han vårdades sin sista tid och slutligen avled.

I augusti 1914 bröt första världskriget ut. Trakl inkallades till krigstjänst som fältapotekare. Han var med om slaget vid Gródek. Han hade då ensam hand om nästan etthundra svårt sårade under dåliga förhållanden och utan tillräckligt med material. Två dagar och två nätter arbetade han i fältlasarettet, i något som senare beskrevs som en av "Galiziens dödsgropar" i pressen. Trakl hade ingen möjlighet att hjälpa de döende vilket gjorde honom utom sig av förtvivlan. Enligt ett ögonvittne blev trettonruthener  hängda i träd framför Trakls tält en halvtimma före striden. Trakl fick ett nervsammanbrott. Dagarna före sin död gav Trakl röst åt sin krigserfarenhet i dikten Grodek.
Ett självmordsförsök förhindrades och Trakl fördes över för observation till ett garnisonshospital i Kraków. Ludwig von Ficker var den enda av hans vänner som besökte honom där. På kvällen den 3 november 1914 dog Georg Trakl på hospitalet av hjärtstillestånd efter en överdos kokain. Om det var en olyckshändelse eller ett självmord är inte klarlagt. Diktsamlingen Sebastian im Traum utkom postumt våren 1915.
Georg Trakl begravdes på Rakovicz kyrkogård i Kraków. Efter en begäran från vännen Ludwig von Ficker flyttades hans kvarlevor 1925 till Mühlauer Friedhof i Innsbruck.

## Verk
Trakls första litterära försök ägde rum omkring 1904, vid 17 års ålder, då han blev en del av Salzburgs litterära gruppering "Apollo", senare omdöpt till "Minerva". 1906 uruppfördes ett par tidiga pjäser av Trakl (Totentag. Dramatisches Stimmungsbild in einem Akt och Fata Morgana. Tragische Szene) på Salzburger Stadttheater. De bägge enaktarna fick ett så svalt mottagande att författaren mot slutet av året tog avstånd från dem och ingendera finns längre bevarad. Trakl hamnade i en första skaparkris men i de lokala tidningarna Salzburger Volksblatt och Salzburger Zeitung publicerades ändå fyra korta prosastycken av Trakl under året. 1908 offentliggjordes den allra första dikten av honom (Das Morgenlied) i en av lokaltidningarna. Det följdes av ytterligare andra, även utanför Salzburg. 1909 ställde poeten samman en första diktsamling som inte blev antagen för utgivning, men utgavs tre decennier senare år 1939 under titeln Aus Goldenem Kelch. Några av dikterna publicerades i Neuen Wiener Journal. Den korta, poetiska pjäsen Blåskägg med underrubriken "dockspel" blev till året efter, utgivet första gången 1951, tillsammans med ett "Dramafragment", som han arbetade på flera år senare, våren 1914. Under sitt betryckta värnpliktsår 1910-11 gjorde han poetiska framsteg mot en mognare och vemodigare lyrik som därefter skulle prägla hans verk. Han utgav bara en enda diktsamling under sitt liv, Gedichte (1913). Hans andra diktsamling Sebastian im Traum var klar vid hans död men utkom postumt 1915. Sin kanske mest kända dikt, Grodek, skrev han efter slaget vid staden med samma namn. Han räknas till de viktigaste tyskspråkiga expressionisterna och var tydligt påverkad av tyskspråkiga klassiker ur romantiken - Hölderlin, Novalis - och senare fransk symbolism. Undergångsstämningar och skuldkänslor är starka element i diktningen. I hans senare verk är inflytandet från Arthur Rimbaud märkbart. Liksom Rimbaud arbetade han till exempel med färgsymbolik. Hans sista dikter är mycket mörka och ångestladdade och publicerades efter hans död.

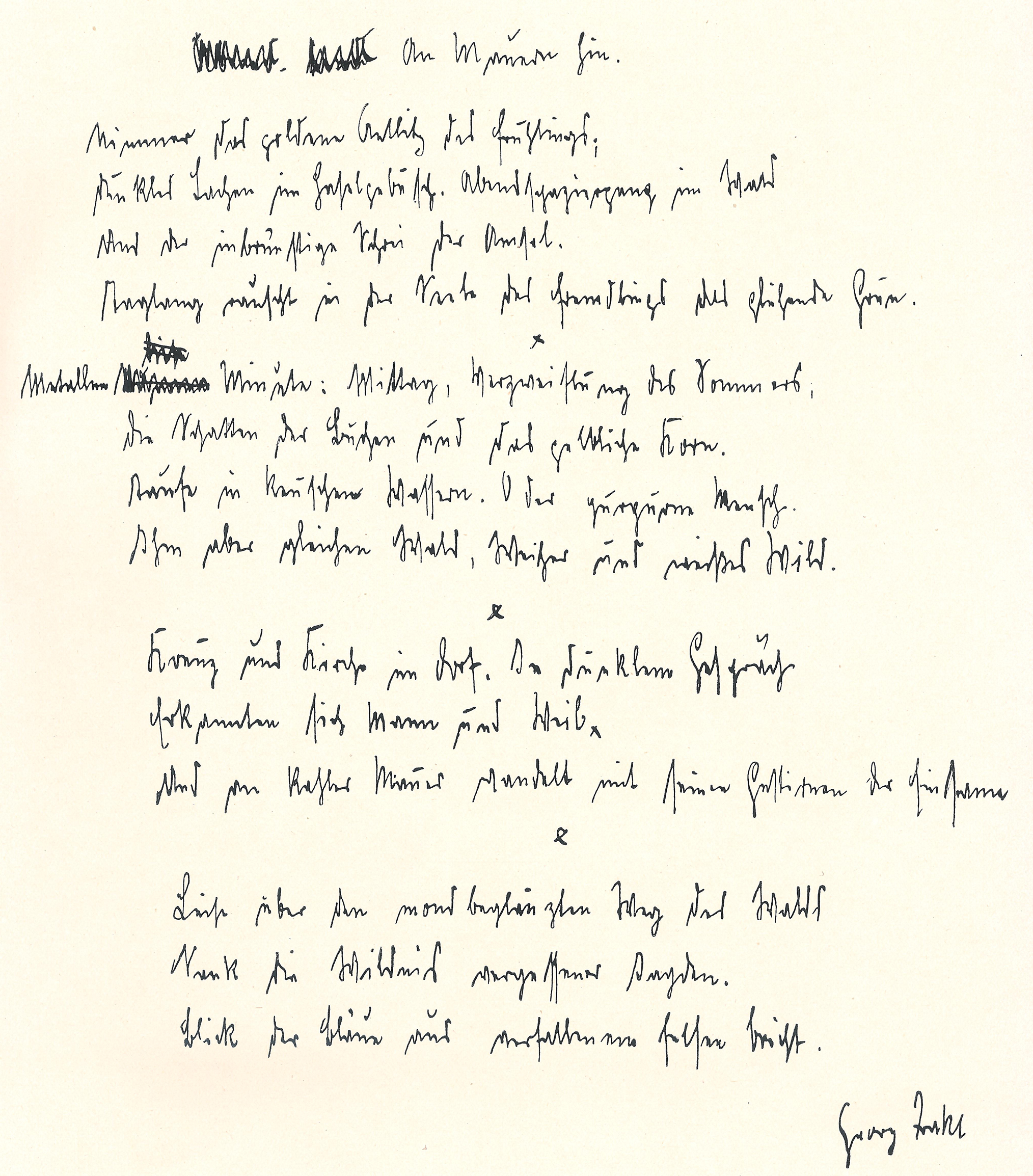
Ett manus av Georg Trakl i faksimil.

### Boktitlar (tyska)
- Gedichte (K. Wolff, Leipzig 1913)
- Sebastian im Traum (K. Wolff, 1915), postum
- Dichtungen und Briefe, vetenskaplig utgåva, under redaktion av Walther Killy och Hans Szklenar, 2 band, (Otto Müller, Salzburg 1969, 2 uppl. 1987)
- Sämtliche Werke und Briefwechsel. Innsbrucker Ausgabe, en vetenskaplig utgåva med faksimil av Trakls handskrivna texter, 6 band och 2 supplementband [nytryck av förstautgåvorna från 1913 och 1915] (Stroemfeld Verlag / Roter Stern, 1995–2014).

### Svenska dikturval
- Helian och andra dikter, i tolkning av Johannes Edfelt (FIB:s lyrikklubb, 1956)
- Ondskans förvandling : dikter, prosa, dramer och brev; urval, översättning, kommentarer och efterskrift av Peter Handberg (ellerströms, 1999) ISBN 91-7247-012-7
- Bävande under höstliga stjärnor, översättning och efterskrift av Camilla Hammarström. Förord av Magnus Halldin (Lejd 2022). ISBN 9789185725632

## Tonsättningar och musikaliska hyllningar
- Das Ich: Verfall (1994 under titeln Staub på albumet med samma namn)
- Peter Maxwell Davies: Revelation & Fall ("Offenbarung und Untergang", 1966) för sopran och 16 instrument
- Eden weint im Grab (Dark Metal-band): Der Herbst des Einsamen (Eine Dekomposition der Lyrik Georg Trakls) [16](album 2009, efter tolv dikter)[17]
- Hanns Eisler: Herbst, nr 1 ur: Zwei Lieder für eine hohe Stimme und Klavier (Två visor för en hög stämma och piano, 1918). Immer wieder nahst du, Melancholie (Du kommer åter till mig, melankoli,[18] 1920). Im Frühling, nr 1 ur: Zwei Lieder für Gesang und Klavier (Två visor för sång och piano, 1920). Rondell, nr 2 ur: Zwei Lieder für Gesang und Klavier (1920).
- Hans Werner Henze:
  - Apollo et Hyazinthus (1948-49). Improvisationer för cembalo, altstämma och 8 soloinstrument (efter dikten Im Park)
  - Sebastian im Traum (2004) för orkester. Uruppförande 22 december 2005 i Amsterdam (Concertgebouworkestern, dirigent: Mariss Jansons)
- Paul Hindemith: Die junge Magd, 6 visor, op. 23, nr 2 (1922) för altstämma, flöjt, klarinett och stråkkvartett
- Heinz Holliger:
  - Drei Liebeslieder (1960) för altstämma och orkester. Uruppförande 12 maj 1962 i Genf (Schweizerisches Tonkünstlerfest; Lucienne Devalier [alt], Orchestre de la Suisse Romande, dirigent: Jean Meylan)
  - Fünf Lieder (1992-2006) för altstämma och orkester. Uruppförande 29 november 1993 i Lausanne (Théâtre de Beaulieu; Cornelia Kallisch [alt], Orchestre de la Suisse Romande, dirigent: Armin Jordan)
- Klaus Schulze: Sebastian im Traum (Audentity, 1983); Georg Trakl (X, 2005)
- Viktor Ullmann: Herbst (1943, Theresienstadt) för sopran och stråktrio

## Erinringar
- Födelsestaden Salzburg utdelar sedan den 3 november 1952 lyrikpriset Georg-Trakl-Preis i samband med poetens alla jämna födelse- och dödsdagar till tyskspråkiga lyriker bosatta i Österrike. Bland pristagarna har varit Ernst Jandl, Friederike Mayröcker, Reiner Kunze, Ilse Aichinger, Alfred Kolleritsch och Günter Kunert.
- 1958 uppkallades en gata efter honom, Traklgasse, i Wiens stadsdel Döbling.

### Fotnoter
1. ↑  Egenartade, feminina former av främling (Fremdling) och yngling (Jüngling). Enligt Trakls svenske översättare Peter Handberg benämns hon även som Mönchin, vilket är en lika udda, feminin form för "munk", översatt "kvinnomunk" i dikten "Svårmod", s 74 (1999).
2. ↑  Betyder "Blodskuld". Blodskam är ju det äldre, vanliga uttrycket för incest och det heter Blutschande på tyska, men här handlar det alltså mer om skuld än skam. Dikten är hämtad ur Trakls Dichtungen und Briefe (1969, 2. uppl. 1987)
3. ↑  En prosaöversättning: "Våra kyssars nattläger hotas. / Det viskas: Vem av er bär skulden? / Ännu skälvande av vällustens ogudaktiga sötma. / Vi ber: Förlåt oss, Maria, i din nåd."
4. ↑  "Vita ängeln"
5. ↑  Einjährig-Freiwilliger (ettårsfrivillig) var en värnpliktsform i Österrike-Ungern sedan 1863, efter preussiskt mönster. Genom att frivilligt göra värnplikten under ett år kunde personer med högre examen bli officerare inom sitt truppslag.
6. ↑  Tidskriften Der Brenner ("Brännaren") var ett viktigt forum för kulturkritik och avantgardistisk litteratur i Österrike-Ungern och det tyskspråkiga området från sitt grundande 1910 och åtminstone tio år framåt.
7. ↑  Gedichte betyder "dikter". Kurt Wolff Verlag anses ha varit det viktigaste förlaget för expressionistisk litteratur i Tyskland. Det existerade mellan 1913 och 1940 och gav även ut Walter Hasenclever och Franz Kafka.
8. ↑  Till systerns vidare öden hör att hon fyra år senare, 1917, begår självmord i Berlin genom att skjuta sig med pistol.
9. ↑  "Sebastian i drömmen." Titeldikten, tillägnad Adolf Loos, finns översatt i det svenska urvalet 1999. Sebastian förmodas syfta på det romersk-katolska helgonet Sebastian.
10. ↑  I slutet av augusti 1914 ledde den tsarryska invasionen av Galizien till en offensiv, som trängde tillbaka de österrikisk-ungerska arméstyrkorna till Gródek. Den 7 september 1914 erövrade de ryska styrkorna i slaget vid Gródek själva staden.
11. ↑  Äldre benämning på rysktalande östslaver i detta habsburgska område som numera är ukrainskt.
12. ↑  "Dödsdag. Dramatisk stämningsbild i en akt" och "Fata morgana. Tragisk scen."
13. ↑  "Morgonvisan."
14. ↑  "Ur gyllene kalk". För utgivningen av detta tidiga, refuserade diktmanus svarade barndomsvännen Erhard Buschbeck.
15. ↑  "Blåskägg. Ett dockspel" utgavs av Erhard Buschbeck första gången 1951 tillsammans med vad som kallas Dramafragment från 1914 i en andra utgåva av Aus Goldenem Kelch ("Ur gyllene kalk"). Bägge finns i svensk översättning (1999).
16. ↑  Gruppens namn betyder "Eden gråter i graven", och albumets titel "Den ensammes höst (En dekomposition av Georg Trakls lyrik").
17. ↑  ”Arkiverade kopian”. Arkiverad från originalet den 1 oktober 2012. https://web.archive.org/web/20121001033840/http://www.wintersolitude.de/edenweintimgrab/Band.htm. Läst 21 oktober 2011.
18. ↑  Dikten finns översatt av Johannes Edfelt under titeln I ett gammalt album, s 21 (1956).